# Jambière

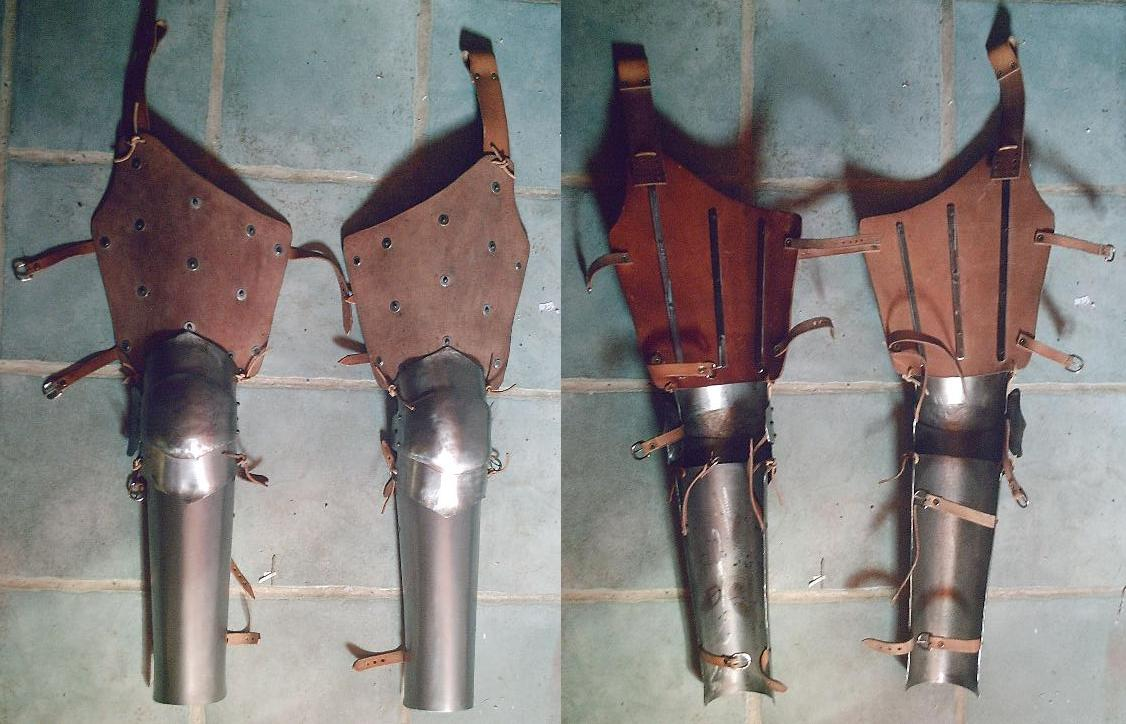
Jambières d'armures.

La jambière est une pièce de vêtement ou d'armure qui couvre le bas de la jambe depuis le pied jusqu'au-dessus du genou. Récemment, le sens de jambière a tendance à englober celui du mot guêtres. Cela semble lié à la fréquence d'usage dans le domaine de la mode, comme aussi par l'effet de traduction anglaise par un seul et même mot. Cette assertion récente, accessoire de mode, a été popularisée, dans les années 1980 par des films comme Flashdance ou Fame, ainsi que par la vague d'aérobic de l'époque.

## Les jambières dans l'histoire
À l'époque de la Rome antique, la jambière des gladiateurs était appelé en latin ocrea et les cnémides (du grec ancien : knêmis), protection des tibias utilisées durant l'Antiquité en Grèce.
En Chine, sous la dynastie Song, les femmes aux pieds bandés portaient des jambières destinées à cacher l'hypertrophie des chevilles provoquée par la cassure du pied.
La version japonaise s'appelle kyahan. Portées par-dessus des tabi, elles étaient courantes chez les artisans, les commerçants, les pèlerins ou les yamabushi. Elles servaient à prévenir des égratignures et à faciliter le port des hakama ou autres vêtements amples.   

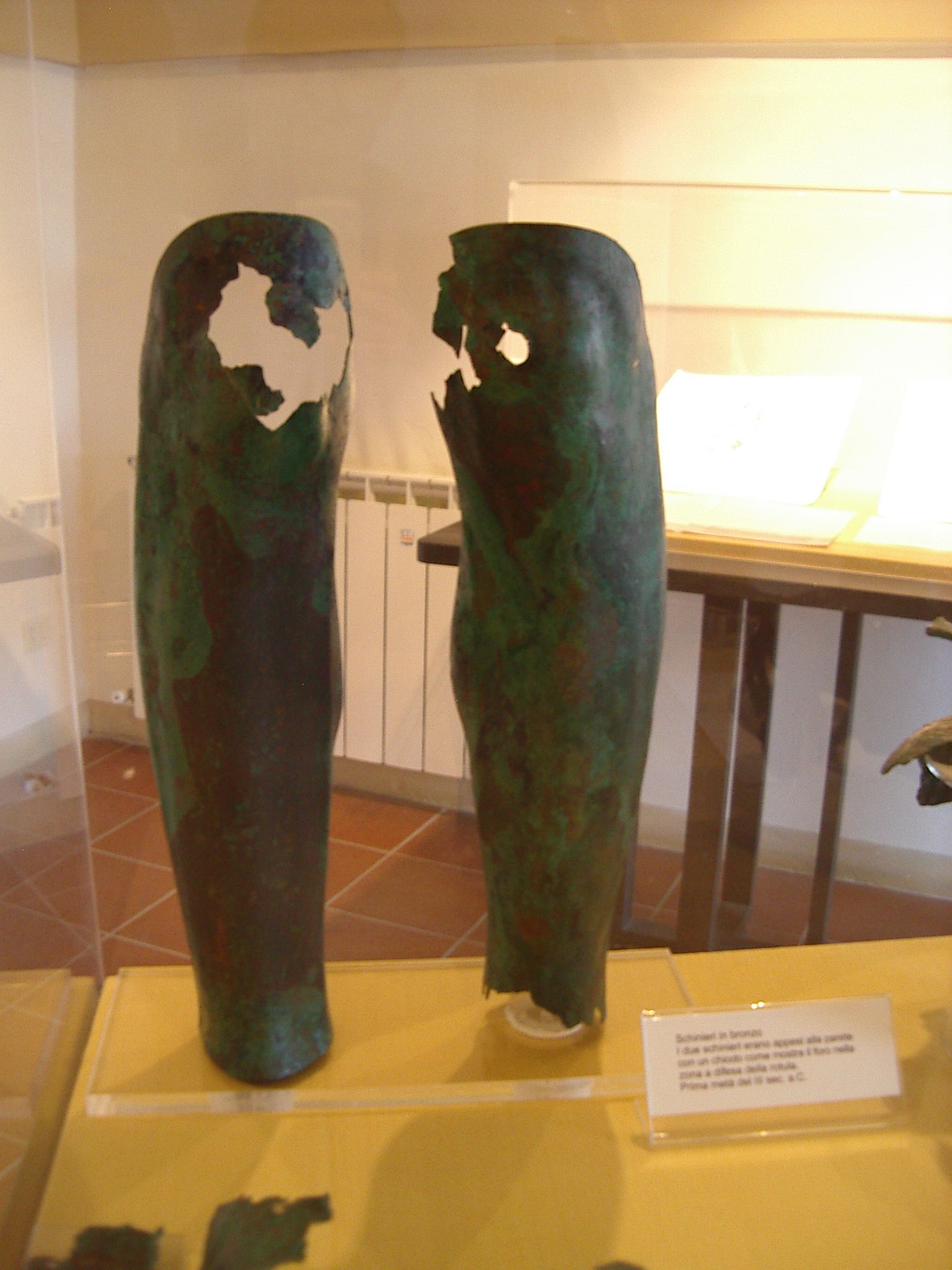
Étrusque, site archéologique Nécropole du Palazzone.
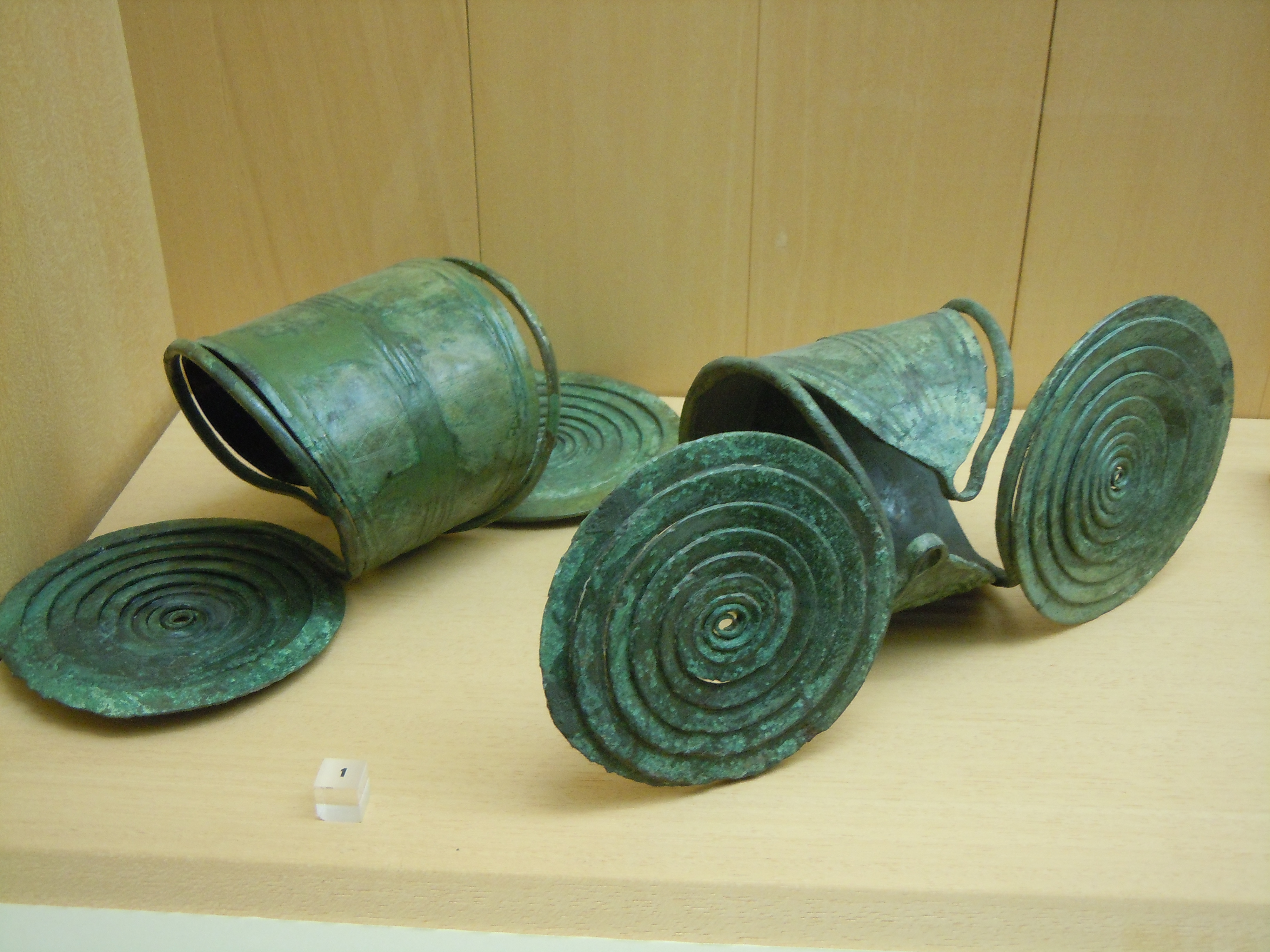
Bronze, 1250 av. J.-C., Veuxhaulles-sur-Aube, Antiquitées Nationales de Saint Germain en Laye.
Blason de la commune de Belgique Linter contenant deux jambières.
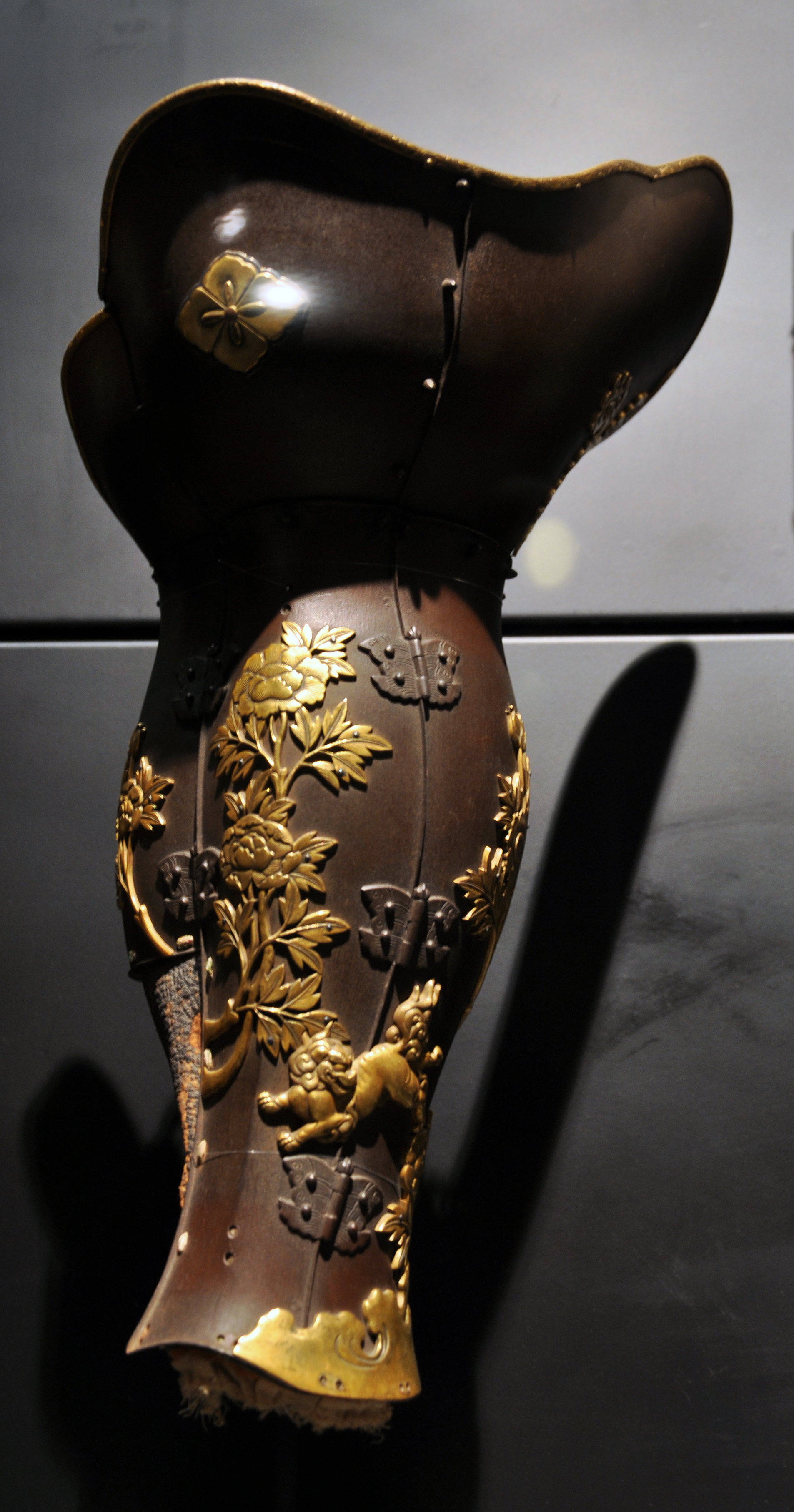
XVIIIe siècle. Musée Barbier-Mueller Dallas (Texas).
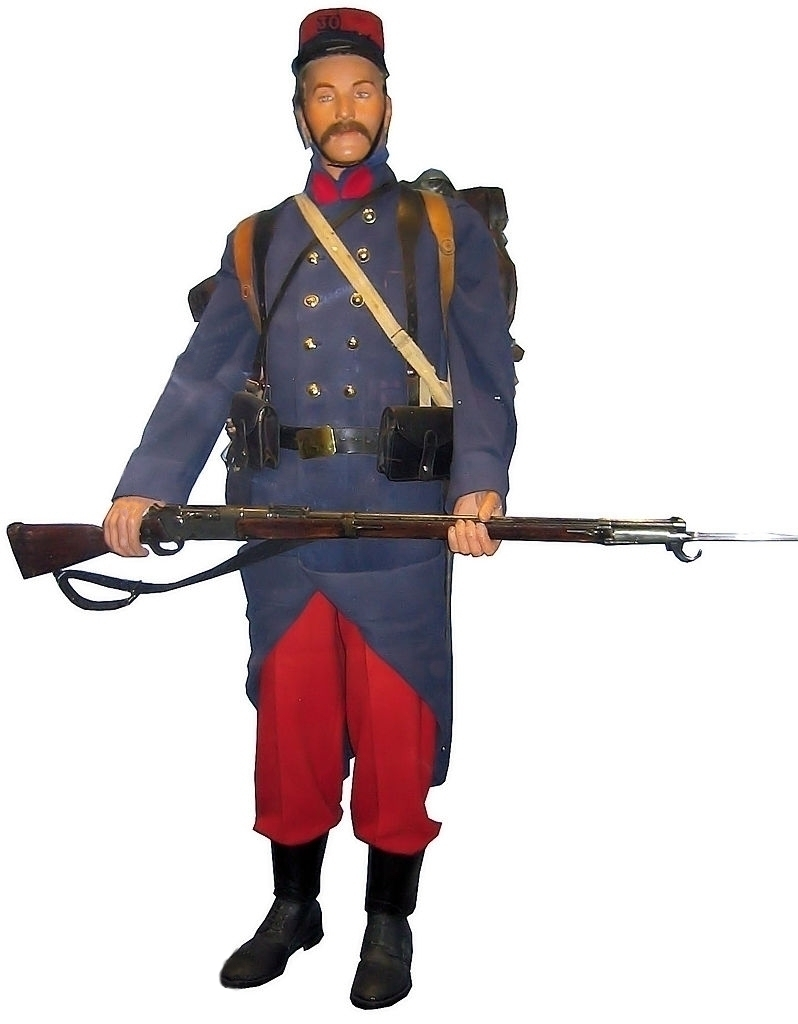
Jambière militaire « modèle 1913 ».
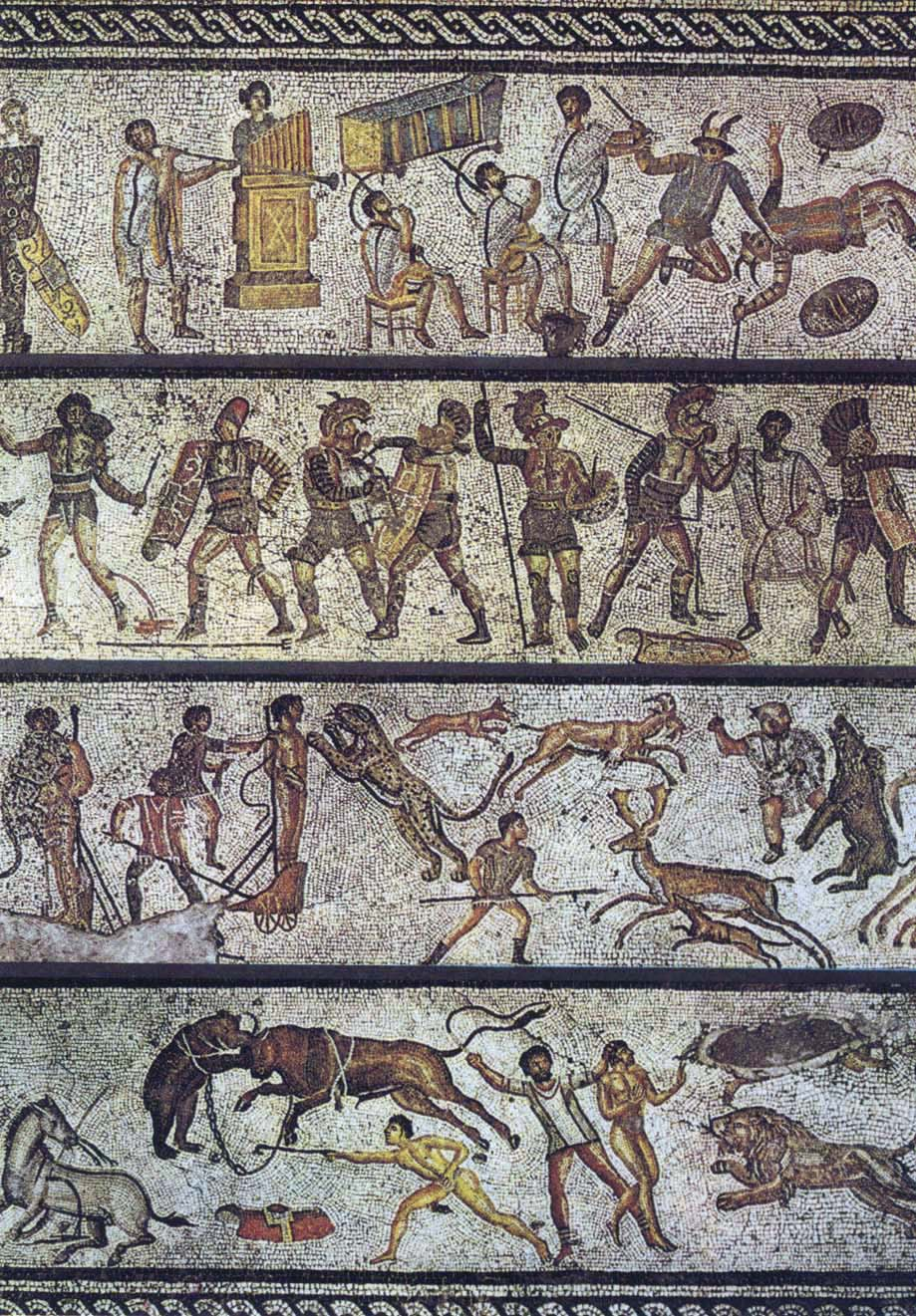
Gladiateurs, Mosaïque romaine, Libye Zliten.
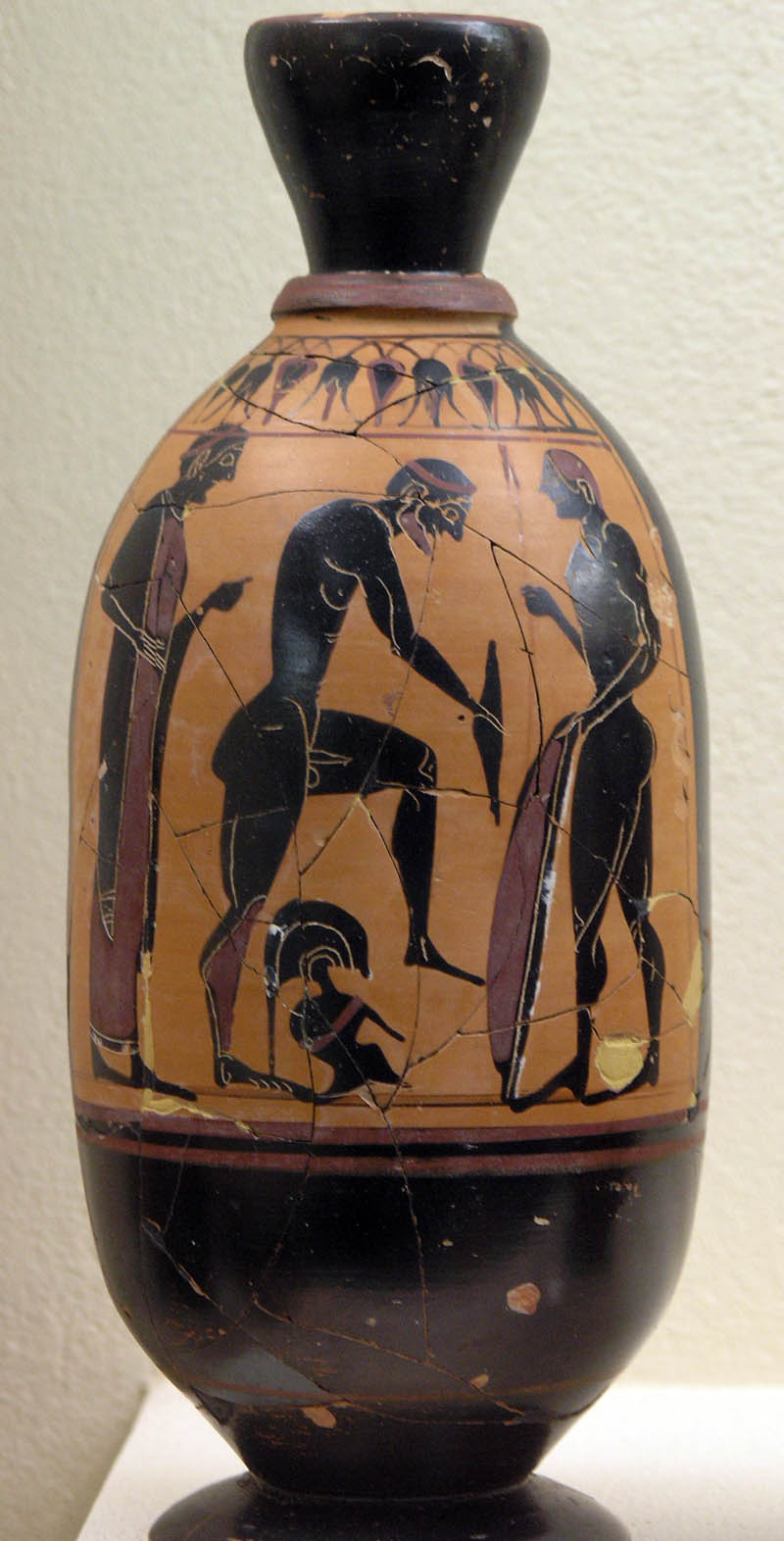
Guerrier en train de revêtir une cnémide, 550 a.JC. Kerameikos Archaeological Museum, à Athènes.
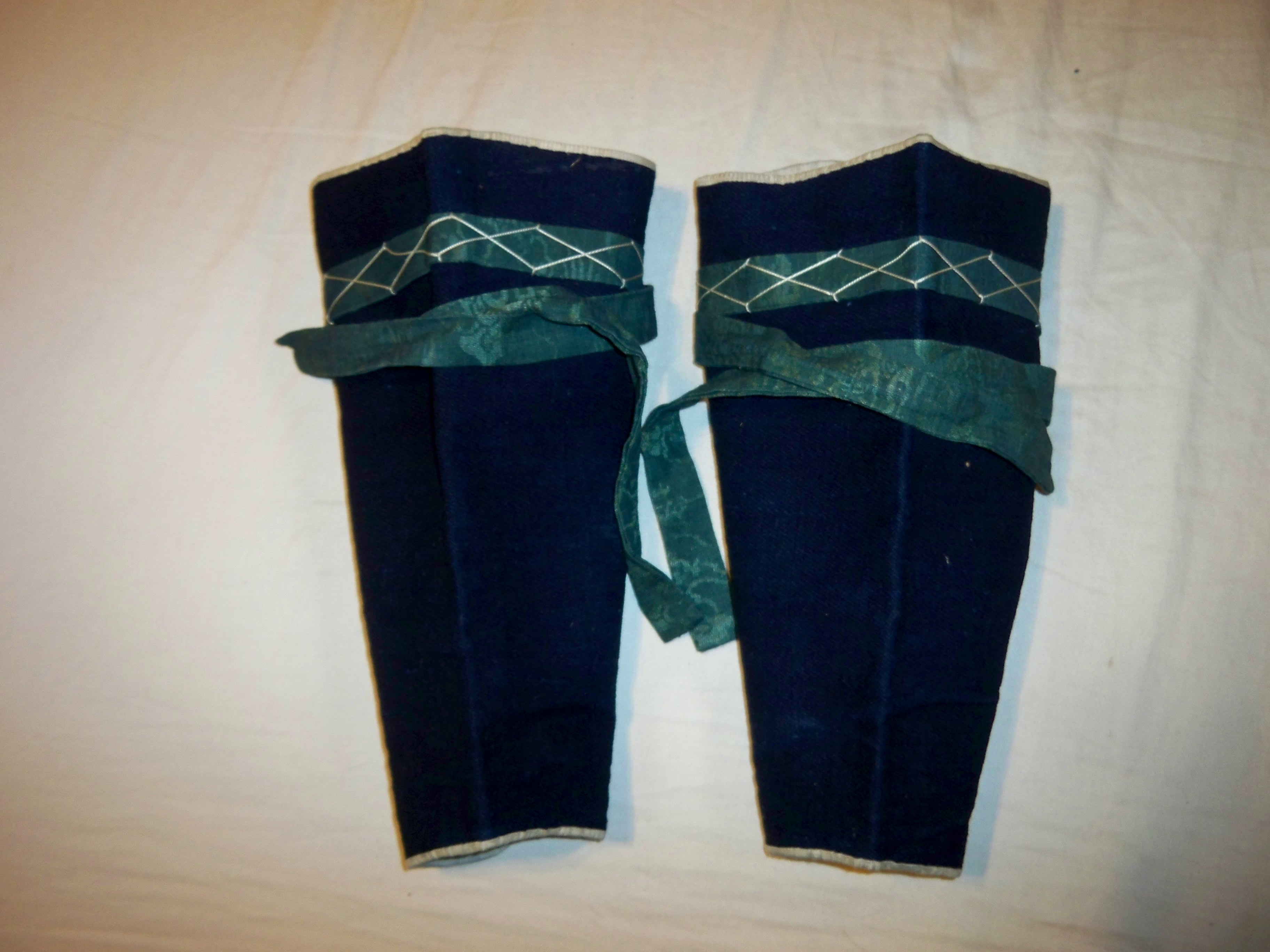
Kyahan, jambières traditionnelles japonaises.

## Les jambières aujourd'hui

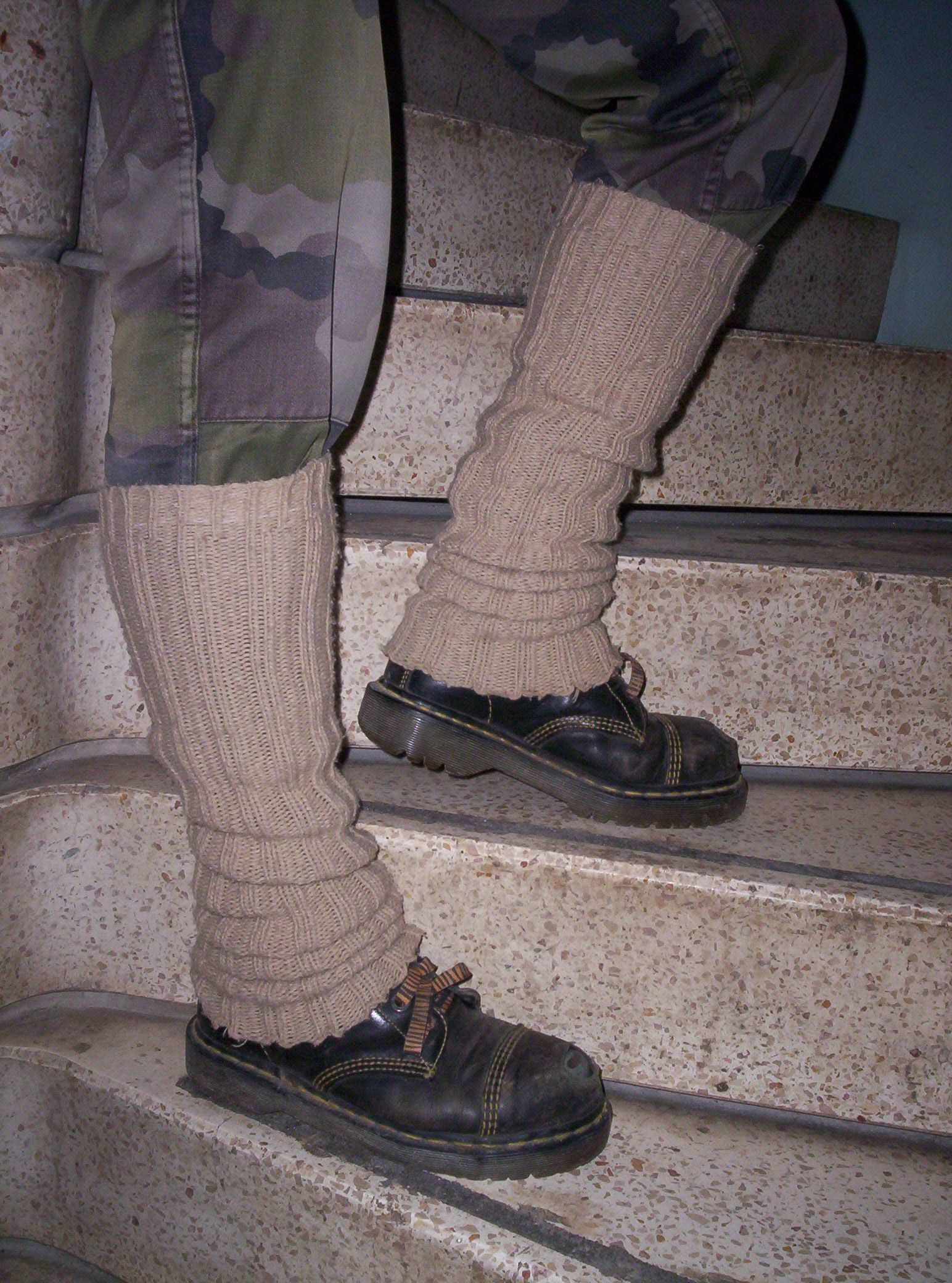
Exemple de jambières en accessoire de mode.

D'autres formes de jambières sont adaptées pour la protection contre les chocs dans certains sports comme le football, le football américain, le hockey sur glace, le polo, le cricket...
Quand elles sont un accessoire de mode, les jambières sont en tissu, souvent tricotées et ressemblent à des chaussettes sans pied. Elles ne se portent pas tirées, mais doivent faire des plis sur la cheville. Elles sont souvent associées à la danse où elles sont portées à l'entrainement.
Elles furent popularisées, dans les années 1980, comme accessoire de mode, via des films comme Flashdance ou Fame, ainsi que par la vague d'aérobic de l'époque.